# Enicospilus cheoi
Enicospilus cheoi är en stekelart som beskrevs av Fernandez Triana 2005. Enicospilus cheoi ingår i släktet Enicospilus och familjen brokparasitsteklar. Inga underarter finns listade i Catalogue of Life.